# Chercheur universitaire
Ne doit pas être confondu avec Enseignant-chercheur.

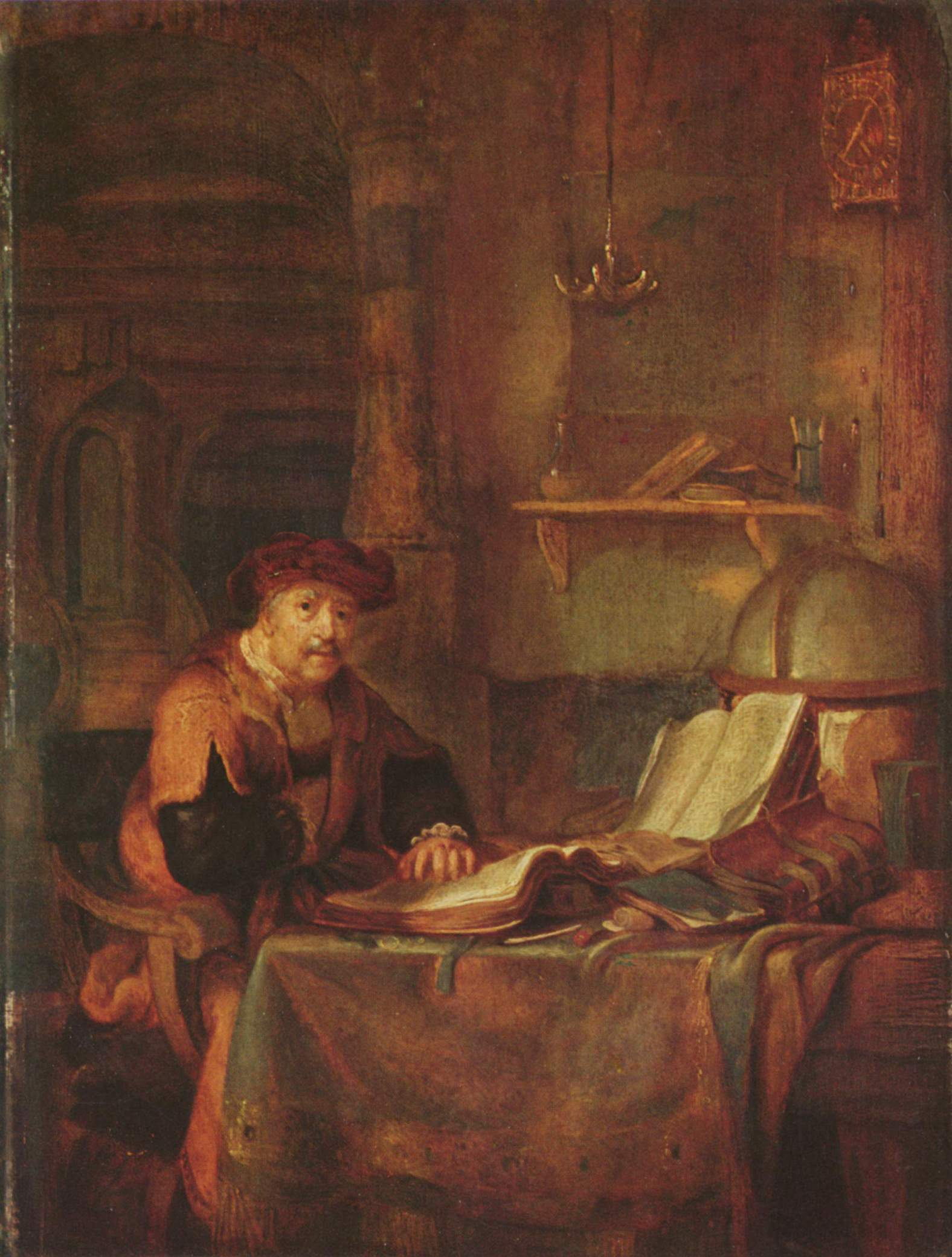
L' érudit et ses livres de Gerbrand van den Eeckhout

Un chercheur universitaire est une personne qui poursuit des activités académiques et intellectuelles, en particulier des universitaires qui appliquent leur intellectualisme à une expertise dans un domaine d'étude. Il peut également être un érudit qui travaille comme professeur, enseignant ou chercheur dans une université. Il est généralement titulaire d'un diplôme supérieur ou d'un diplôme terminal, comme une maîtrise ou un doctorat (PhD). Les universitaires indépendants, tels que des philosophes et des intellectuels publics, travaillent en dehors de l'académie, mais publient dans des revues universitaires et participent à des débats publics sur les questions scientifiques.

## Définitions
Dans l'usage anglais contemporain, le terme « chercheur » (savant) est parfois équivalent au terme universitaire « académique » et décrit une personne ayant reçu une formation universitaire et ayant atteint la maîtrise intellectuelle d'une discipline académique, en tant qu'instructeur et chercheur. De plus, avant la création des universités, le terme « savant » identifiait et décrivait une personne intellectuelle dont l'occupation principale était la recherche professionnelle. En 1847, le ministre Emanuel Vogel Gerhart a parlé du rôle du savant dans la société :
« Le savant est celui dont tout l'être intérieur, intellectuel et moral, a été symétriquement déployé, discipliné et fortifié sous l'influence de la vérité... Aucune faculté ne doit être exploitée au détriment des autres. L'homme intérieur tout entier doit se développer harmonieusement. »
Gerhart a soutenu qu'un universitaire ne peut pas se concentrer sur une seule discipline, affirmant que la connaissance de plusieurs disciplines est nécessaire pour mettre chacune d'entre elles en contexte et pour en éclairer le développement :
« Être un érudit implique plus qu'un simple apprentissage... Un véritable érudit possède quelque chose de plus : il pénètre et comprend les principes et les lois du domaine particulier de la connaissance humaine qu'il prétend connaître. Il s'imprègne de la vie de la science... [et] son esprit est transfusé et modelé par son énergie et sa pensée. 
Un examen de 2011 a décrit les attributs suivants communément accordés aux universitaires comme « décrits par de nombreux auteurs, avec quelques légères variations dans la définition » :
« Les thèmes communs sont qu'un érudit est une personne qui a une grande capacité intellectuelle, qu'il est un penseur et un acteur indépendant, avec des idées qui se distinguent des autres, qu'il est persistant dans sa quête de développement des connaissances, qu'il est systématique, qu'il a une intégrité inconditionnelle, une honnêteté intellectuelle, qu'il a des convictions et se tient seul pour les soutenir. »
Les chercheurs universitaires peuvent s'appuyer sur la méthode scientifique ou l'érudition, un ensemble de principes et de pratiques utilisés par les érudits pour rendre leurs affirmations sur le monde aussi valables et fiables que possible pour les faire connaître au public universitaire. Il s'agit des méthodes qui font systématiquement progresser l'enseignement, la recherche et la pratique d'un domaine d'études académique ou universitaire donné grâce à une enquête rigoureuse. La recherche est créative, peut être documentée, peut être reproduite ou élaborée, et peut être et est examinée par des pairs selon diverses méthodes.

## Rôle dans la société
Les érudits sont généralement considérés comme des personnalités honorables d'un rang social élevé, engagées dans un travail important pour la société. Dans la Chine impériale, dans la période de 206 av. J.-C. jusqu'à 1912, les érudits étaient les Scholar-officials (« Scholar-gentlemen »), qui étaient des fonctionnaires nommés par l'empereur de Chine pour accomplir les tâches de gouvernance quotidienne. Ces fonctionnaires obtenaient des diplômes universitaires au moyen d'un examen impérial. Ils étaient également de bons calligraphes et connaissaient la philosophie confucéenne. L'historien Wing-Tsit Chan conclut que :
Ces fonctionnaires obtenaient des diplômes universitaires par le biais d'un examen impérial. Ils étaient également de bons calligraphes et connaissaient la philosophie confucéenne. L'historien Wing-Tsit Chan conclut que :
« D'une manière générale, le bilan de ces érudits-gentilshommes est honorable. Il était suffisamment bon pour être loué et imité dans l'Europe du XVIIIe siècle. Néanmoins, il a donné à la Chine un énorme handicap dans sa transition du gouvernement par les hommes au gouvernement par la loi, et les considérations personnelles dans le gouvernement chinois ont été une malédiction. »
En Corée de la période Joseon (1392-1910), les intellectuels étaient les lettrés, qui savaient lire et écrire, et avaient été désignés, comme les chungin (les « gens du milieu »), conformément au système confucéen. Socialement, ils constituaient la petite bourgeoisie, composée de savants-bureaucrates (érudits, professionnels et techniciens) qui administraient le régime dynastique de la dynastie Joseon.
Dans son discours de 1847,Gerhart a affirmé que les chercheurs ont l'obligation de poursuivre constamment leurs études afin de se maintenir au courant des nouvelles connaissances générées  et d'apporter leurs propres idées à l'ensemble des connaissances accessibles à tous :
« Le progrès de la science comporte des intérêts considérables. Il mérite l'attention de tous les amoureux sincères de la vérité. Chaque savant a le devoir de contribuer à l'épanouissement progressif de ses richesses et de sa puissance. Ils ... doivent unir leurs efforts pour mettre en lumière ce qui a échappé à la vision des hommes de noble stature intellectuelle qui ont vécu et sont morts avant eux. »
De nombreux universitaires sont également des professeurs chargés d'enseigner à d'autres personnes. Dans un certain nombre de pays, le titre de « professeur chercheur » désigne un professeur qui se consacre exclusivement ou principalement à la recherche et qui a peu ou pas d'obligations d'enseignement. Par exemple, le titre est utilisé dans ce sens au Royaume-Uni (où il est connu sous le nom de « professeur de recherche » dans certaines universités et « chargé de recherche » dans d'autres institutions) et en Europe du Nord.
Le professeur de recherche est généralement le rang le plus élevé d'un parcours de carrière axé sur la recherche dans ces pays, et il est considéré comme égal au rang ordinaire de professeur titulaire. Il s'agit le plus souvent d'employés permanents, et le poste est souvent occupé par des chercheurs particulièrement éminents ; il est donc souvent considéré comme plus prestigieux qu'un poste de professeur titulaire ordinaire. Le titre est utilisé dans un sens assez similaire aux États-Unis, à l'exception du fait que les professeurs de recherche dans ce pays ne sont souvent pas des employés permanents et doivent souvent trouver des sources de revenus par d'autres moyens, ce qui n'est généralement pas le cas ailleurs.

## Chercheurs indépendants
Un chercheur indépendant est une personne qui mène des recherches universitaires en dehors des universités et du milieu universitaire traditionnel. En 2010, 12 % des chercheurs en histoire des États-Unis étaient indépendants. Les chercheurs indépendants sont généralement titulaires d'un master ou d'un doctorat. En histoire, les chercheurs indépendants se distinguent des animateurs d'émissions télévisées d'histoire populaire et des historiens amateurs « par le niveau auquel leurs publications utilisent la rigueur analytique et le style d'écriture académique. »
Au cours des siècles précédents, certains érudits indépendants ont acquis une renommée, comme Samuel Johnson et Edward Gibbon au XVIIIe siècle et Charles Darwin et Karl Marx au XIXe siècle et Sigmund Freud, Sir Steven Runciman et Robert Davidsohn au XXe siècle. Il y avait aussi une tradition d'homme de lettres, comme Evelyn Waugh. Le terme « homme de lettres » dérive du terme français belletrist ou « homme de lettres » mais n'est pas synonyme d'« universitaire »,. Aux XVIIe siècle et XVIIIe siècle, le terme Belletrist(s) s'applique aux lettrés : les participants français - parfois appelés « citoyens » de la République des Lettres, qui évolue vers le salon destiné à l'édification, à l'éducation, et au raffinement culturel.
Il existe une association professionnelle pour les chercheurs indépendants aux États-Unis : c'est la National Coalition of Independent Scholars. Au Canada, l'association professionnelle équivalente est l'Académie canadienne des chercheurs indépendants (en association avec l'Université Simon Fraser). Des organisations similaires existent dans le monde entier. L'adhésion à une association professionnelle implique généralement un diplôme d'études supérieures et des recherches établies,. Lorsque des chercheurs indépendants participent à des conférences universitaires, ils peuvent être qualifiés de chercheurs non affiliés, car ils n'occupent pas de poste dans une université ou une autre institution.
Bien que les chercheurs indépendants puissent gagner un revenu en enseignant à temps partiel, en donnant des conférences ou en travaillant comme consultants, l'Université de la Colombie-Britannique considère que gagner un revenu est le plus grand défi à relever pour un chercheur indépendant. En raison des difficultés rencontrées pour gagner sa vie en tant que chercheur sans poste universitaire, « de nombreux chercheurs indépendants dépendent de la présence d'un partenaire ayant un emploi rémunéré. » Pour avoir accès aux bibliothèques et autres installations de recherche, les chercheurs indépendants doivent demander l'autorisation des universités.
Dans son article intitulé « Arrêtez de m'appeler indépendant » l'écrivaine Megan Kate Nelson affirme que le terme « marginalise les universitaires non affiliés » et est injustement considéré comme un indicateur « d'échec professionnel. » Rebecca Bodenheimer explique que les universitaires indépendants comme elle qui participent à des conférences et dont le badge officiel ne porte pas le nom d'une université ont l'impression que le terme « universitaire indépendant » est perçu comme un « signal indiquant qu'un universitaire n'est pas désiré par l'académie ou qu'il n'est pas prêt à faire les sacrifices nécessaires pour réussir en tant qu'universitaire. »